# ハンス・クリスチャン・ロンビ
ハンス・クリスチャン・ロンビ（デンマーク語: Hans Christian Lumbye, 1810年5月2日 - 1874年3月20日）は、デンマークの舞曲の作曲家。姓は「ロンビー」「ロンピュー」「ルンビー」とも。オーケストラのためのワルツやポルカ、マズルカ、ギャロップを残し、「北国のヨハン・シュトラウス」の異名をとる。

## 生涯

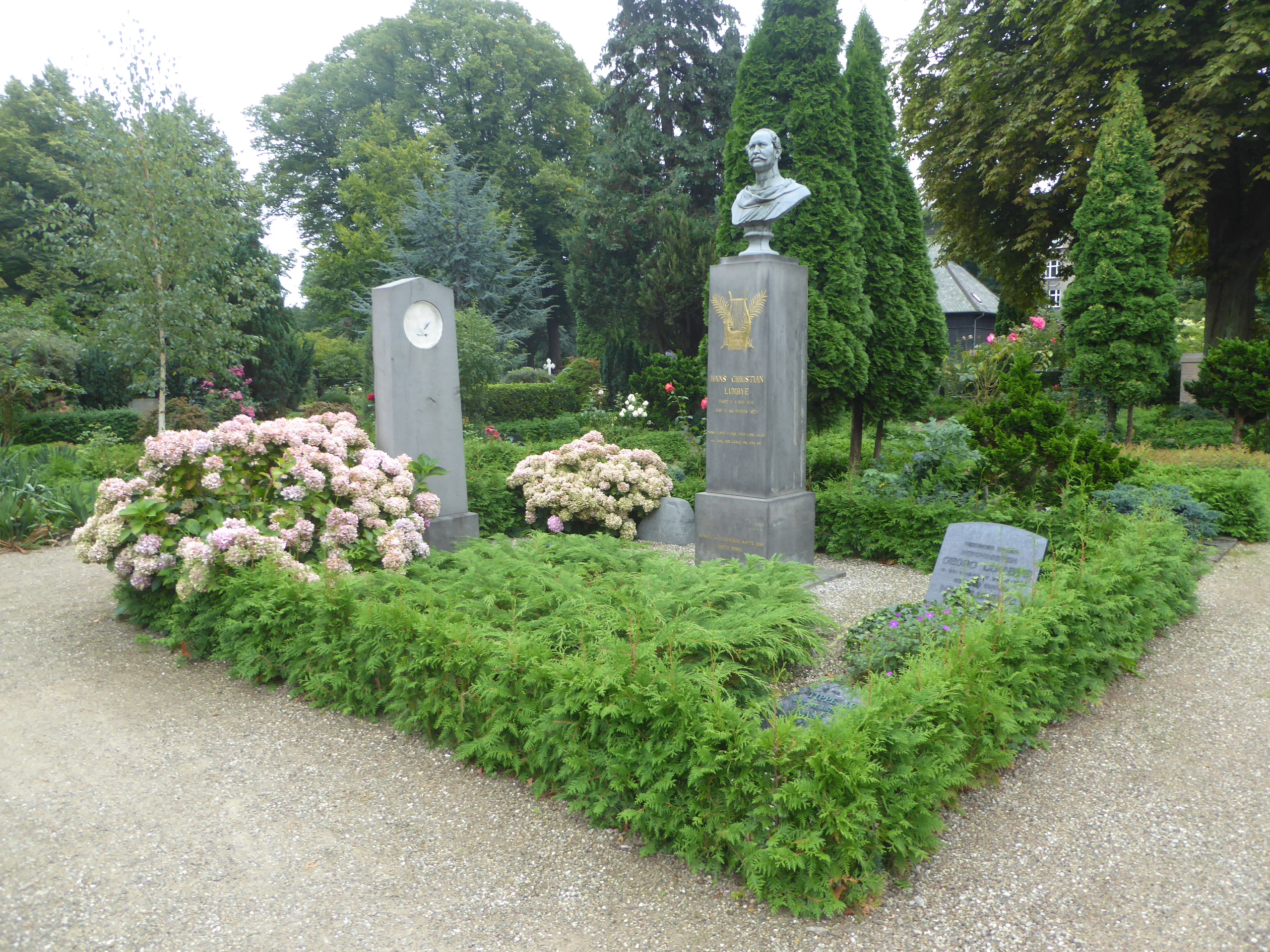
ロンビの墓

1820年代にヴァイオリン奏者やトランペット奏者として活動を始めるが、1839年にウィーンでヨーゼフ・ランナーやヨハン・シュトラウス1世の作品に接して感銘を受け、それ以降は彼らに倣った舞曲の作曲家に転向した。
1843年から1872年までチボリ公園の楽長ならびに専属作曲家を務める。デンマーク国内での人気は高く、コペンハーゲンの住民はロンビを尊敬するあまりに、ヨハン・シュトラウス2世のことを「南のロンビ」と呼ぶほどであった。

## 作品
ロンビは、軽音楽の作曲家としてとりわけ有名であり、その多くは、音楽外の要素の描写を含んでいる。『シャンパン・ギャロップ』は「シャンパンのコルクを抜いたときのはじけた音」に始まり、『コペンハーゲン蒸気機関車のギャロップ』は、列車が駅から走り出して次の駅に停車するまでを忠実に音楽的に再現している。チボリ公園の楽長及び専属作曲家を務めていたためチボリ公園に関する数多くの作品を残した。有名なシャンパン・ギャロップは1844年にチボリ公園の開園1周年を祝うために作曲されたものである。他にも多くの作品を残しており、現在もチボリ公園内にはロンビの銅像やレリーフが置かれてある。

## 家族

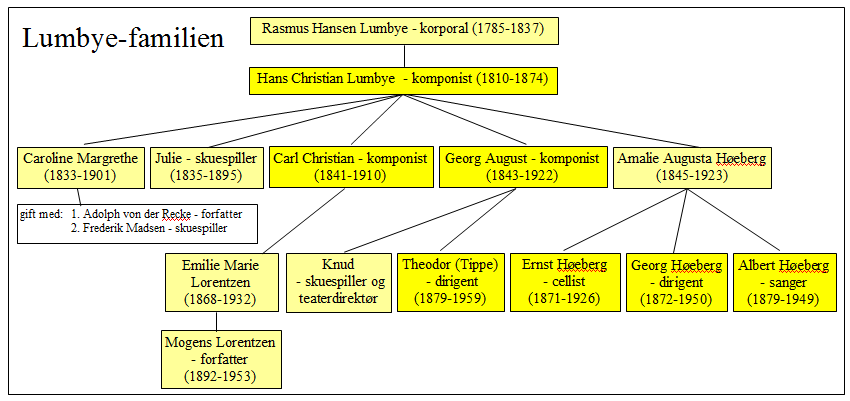
一族の家系図。ハンス・クリスチャン以降、多くの音楽家が出た

シュトラウス家と同様、ハンス・クリスチャンの子孫には多くの音楽家がいる。
- 長女：カロリーネ
- 次女：ジュリー
- 長男：カール・クリスチャン・ロンビ（デンマーク語版） - 作曲家・指揮者
  - 作家モーゲンス・ローレンツェン（デンマーク語版）は彼の孫にあたる。
- 次男：ゲオルク・アウグスト・ロンビ（デンマーク語版） - 作曲家・指揮者
  - テオドール・ロンビ（デンマーク語版） - 指揮者
- 三女：アマリー
  - エルンスト・フベア - チェロ奏者
  - ゲオルク・フベア（デンマーク語版） - 作曲家・指揮者
  - アルバート・フベア（デンマーク語版） - 歌手

- 長男：カール・クリスチャン・ロンビ
- 次男：ゲオルク・アウグスト・ロンビ
- 孫：ゲオルク・フベア